# Alphard (sao)
Alpha Hydrae (tên chính thức: Alphard, danh pháp Bayer α Hydrae) là ngôi sao sáng nhất trong chòm sao Trường Xà (Hydra). Alpha Hydrae cách Trái Đất khoảng 100 năm ánh sáng, có độ sáng biểu kiến bằng +1,98 (độ sáng tuyệt đối -1,80) và nó là một ngôi sao da cam khổng lồ với phân loại quang phổ K2 (theo phân loại quang phổ Morgan-Keenan).
Tên gọi Alphard có nguồn gốc từ tiếng Ả Rập Al Fard, có nghĩa là "ẩn sĩ".

## Tọa độ (J2000)
- Xích kinh độ: 09h 25m 10s
- Xích vĩ độ: -08° 26' 00"

## Thiên văn học cổ đại
Trong thiên văn học Trung Quốc cổ đại thì Alpha Hydrae là một trong bốn ngôi sao tạo ra sao Tinh.